# Åkerby, Täby kommun
Åkerby är ett arbetsplatsområde inom kommundelen Tibble, Täby kommun. Det avgränsas i öster av Bergtorpsvägen, i norr av Stockholmsvägen, i söder av Stora Marknadsvägen och i väster bostadsområden längs Marknadsvägen och Åkerbyvägen. Huvudgata i området är Kemistvägen. Den största arbetsplatsen utgörs av Täbydepån, ett av SL:s bussgarage. Här ligger också Täby praktiska gymnasium  och Täby Enskilda gymnasium .

## Historik
När Tibble bebyggdes på 1960-talet, med bland annat Täby centrum, Storstugan och låghusområdena Farmen och Volten ville man undvika att skapa en ren sovstad. Därför inrättade man Åkerby som ett industriområde med plats för bland annat läkemedelsföretag. Denna bransch representeras i dag av Novartis. 

## Namnet
Namnet kommer från Åkerby gård som låg i norra delen av området, nära Ensta krog. Roslagsbanans station Galoppfältet hette ursprungligen Åkerby.